# Praeaphanostoma chaetocaudatum
Praeaphanostoma chaetocaudatum är en plattmaskart som beskrevs av Jürgen Dörjes 1968. Praeaphanostoma chaetocaudatum ingår i släktet Praeaphanostoma och familjen Isodiametridae. Inga underarter finns listade i Catalogue of Life.